# Tracé dans le bleu
Albums de Rose et noire
Rose et noire
(2003)
Tracé dans le bleu est le second album du duo français Rose et noire. Sortie discographique en 2006, Label Discordian Records, distribution EMI Music France.

## Édition originale
Tous les titres sont écrits et interprétés par Marie Möör et composés par Laurent Chambert.

## Édition 2006 / CD Audio
1. Rose C’est La Vie
2. Rose De Feu
3. Résiste
4. C’est Ma Force
5. Plus Près Du Soleil
6. Une Fois Seulement
7. Masque D’Or
8. Perhaps
9. Le Grand Oui
10. Le Bleu Du Ciel
11. Moi Ombre Toi Ombre
12. La Rivière
13. Jour D’été
14. Toujours Manqué
15. Wild Dogs And A Lady
16. A La Folie

Producteur : Rose et noire, Discordian Records / Mixage : Laurent Chambert / Mastering : Altho Studio, Lyon

## Album Digital
1. Rose C’est La Vie
2. Rose De Feu
3. Résiste
4. C’est Ma Force
5. Plus Près Du Soleil
6. Masque D’Or
7. Perhaps
8. Le Grand Oui
9. Moi Ombre Toi Ombre
10. La Rivière
11. Jour D’été
12. Toujours Manqué
13. Wild Dogs And A Lady
14. Christ Off
15. Elle Boit L'Eau Noire (Brise La Glace #3)

Producteur : Rose et noire, LAC / Mixage et Mastering : Laurent Chambert